# Saint-Auvent
Saint-Auvent ist eine Gemeinde in Frankreich. Sie gehört zur Region Nouvelle-Aquitaine, zum Département Haute-Vienne, zum Arrondissement Rochechouart und zum Kanton Rochechouart. Die Bewohner nennen sich Auventais oder Auventaises.

## Geographie
Der Ort liegt am Fluss Gorre.
Die Gemeinde grenzt im Nordwesten an Chaillac-sur-Vienne, im Norden an Saint-Martin-de-Jussac, im Nordosten an Saint-Martin-de-Jussac, im Osten an Saint-Cyr, im Südosten an Saint-Laurent-sur-Gorre, im Süden an Oradour-sur-Vayres, im Südwesten an Vayres und im Westen an Rochechouart und liegt im Regionalen Naturpark Périgord-Limousin.

## Bevölkerungsentwicklung
| Jahr      | 1962 | 1968 | 1975 | 1982 | 1990 | 1999 | 2008 | 2013 |
| --------- | ---- | ---- | ---- | ---- | ---- | ---- | ---- | ---- |
| Einwohner | 1013 | 924  | 777  | 813  | 817  | 837  | 925  | 966  |

## Sehenswürdigkeiten
- Schloss Saint-Auvent, Monument historique
- Dolmen von Chez Moutaud, Monument historique
- Menhir de Chez Moutaud, Monument historique
- Kirche Saint-François-de-Sales
- Das Heiligtum Sanctuaire Notre-Dame de la Paix mit der Kapelle Notre-Dame-de-la-Paix

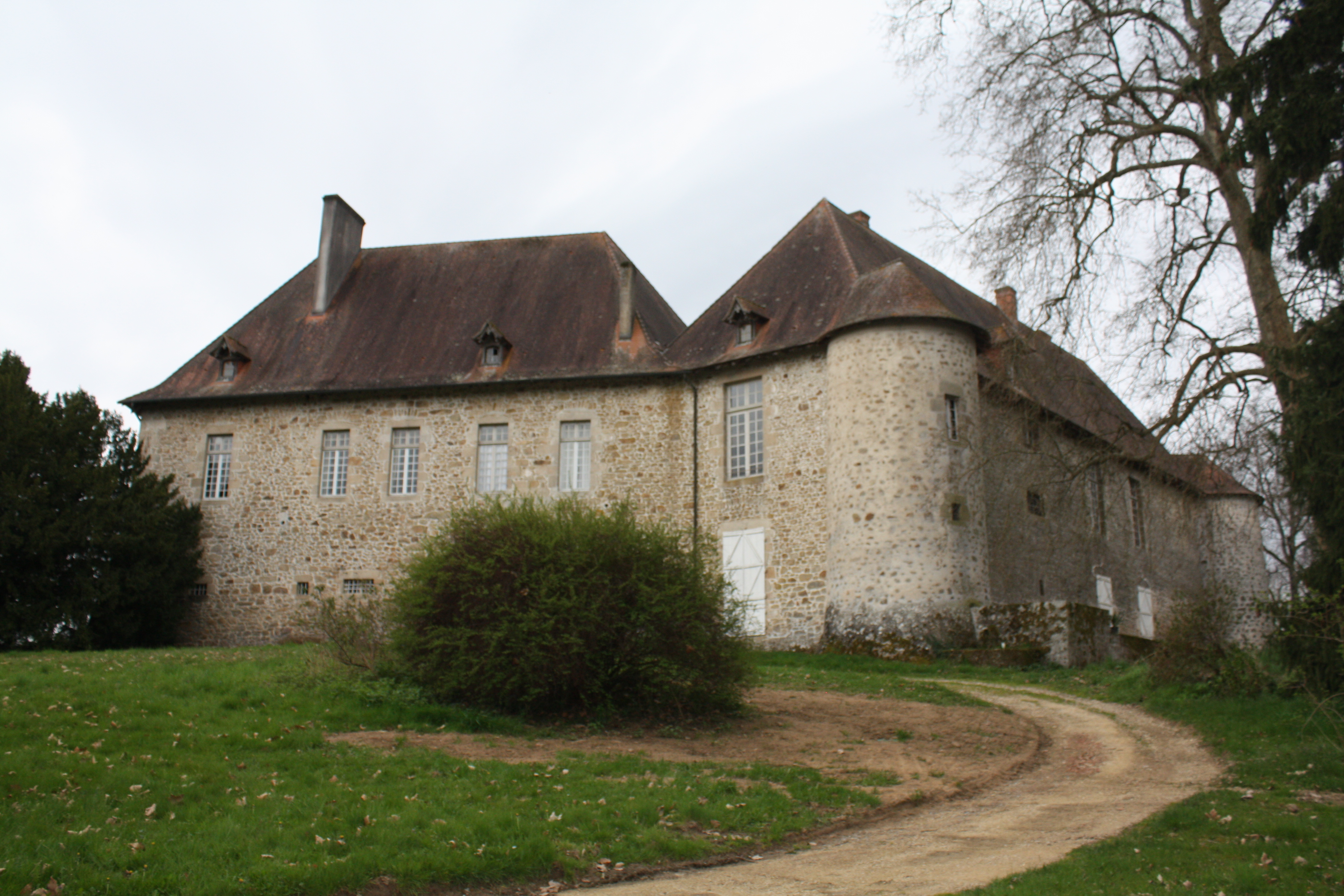
Schloss Saint-Auvent
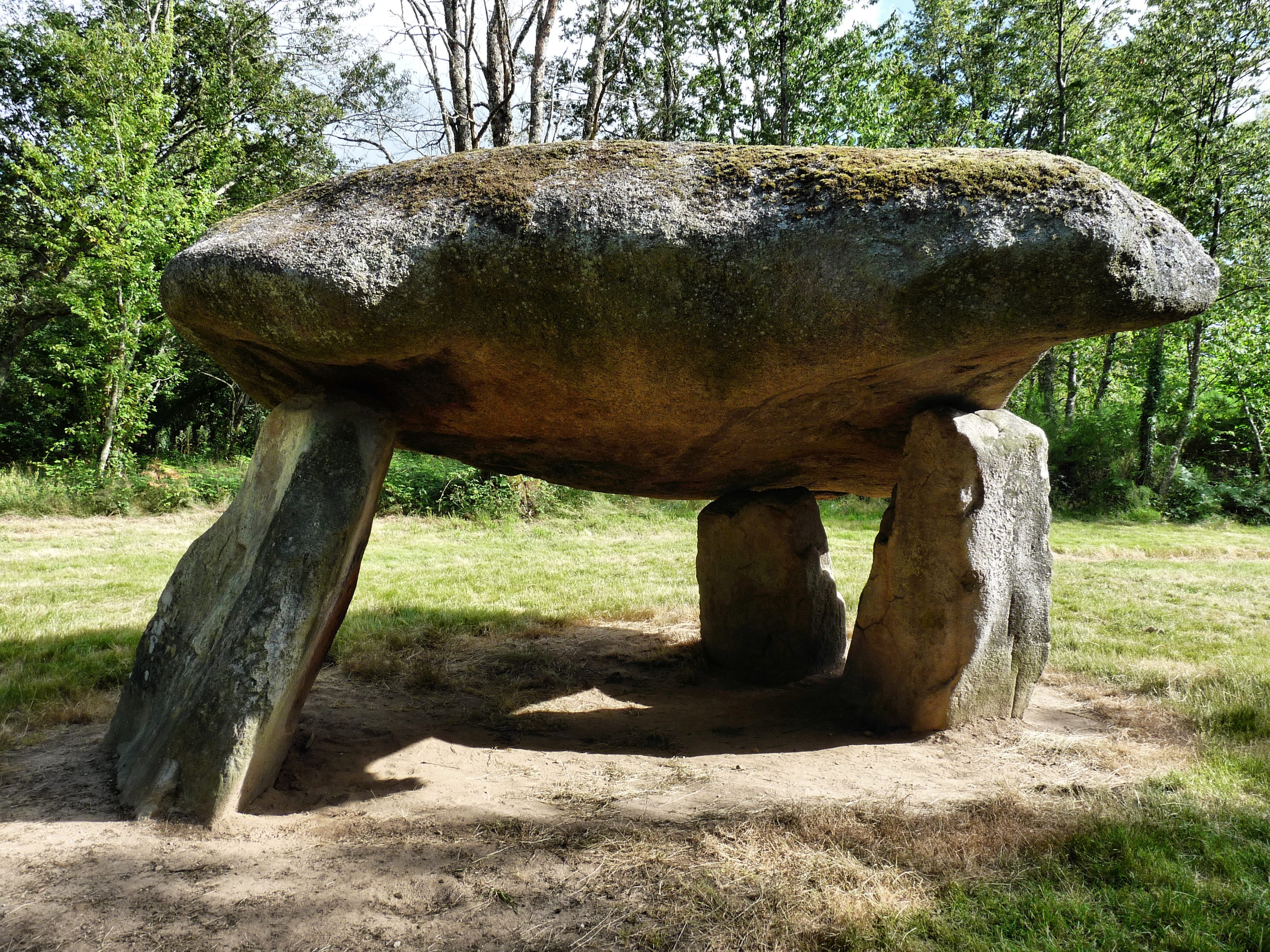
Dolmen von Chez Moutaud
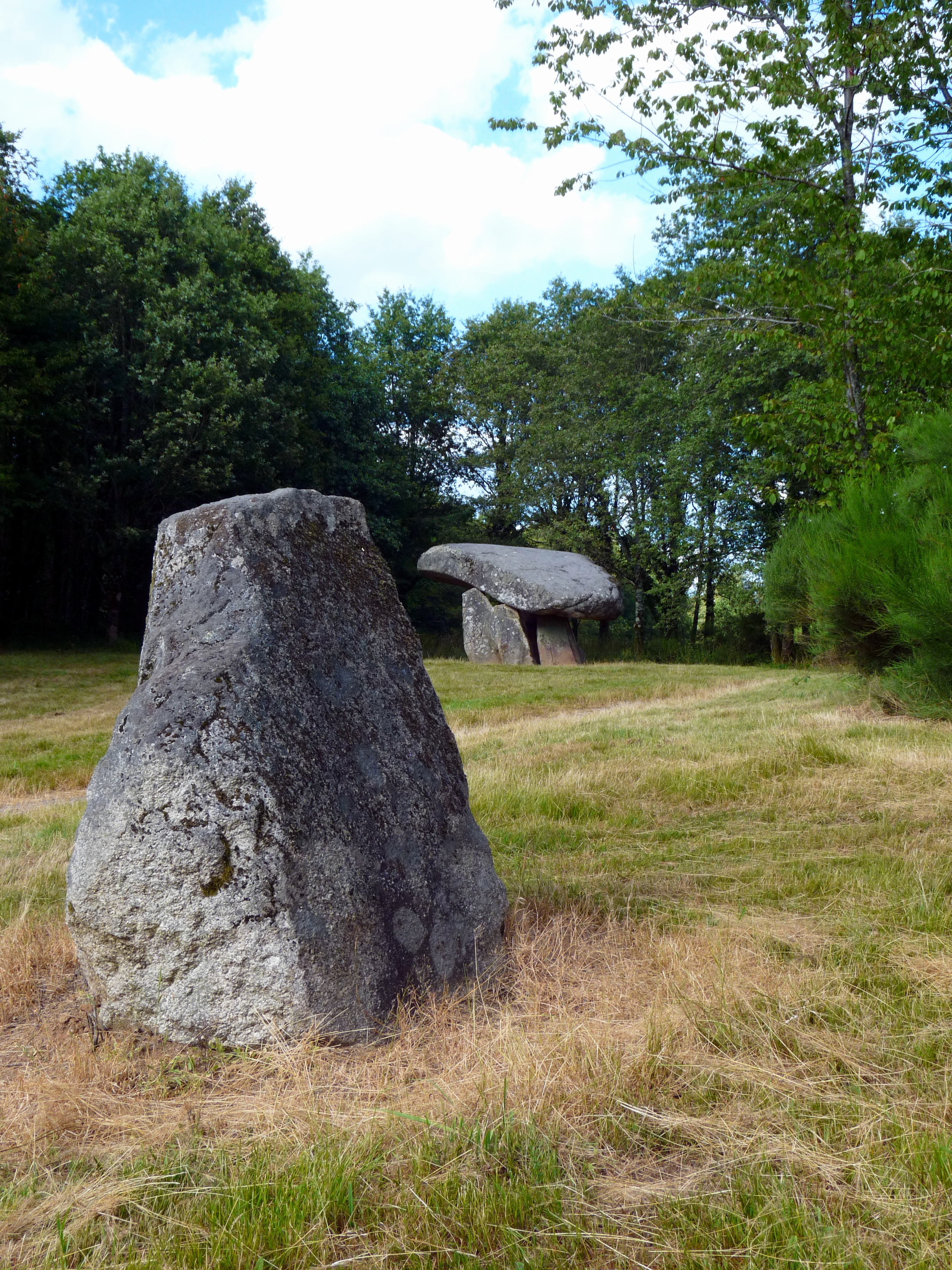
Menhir von Chez Moutaud
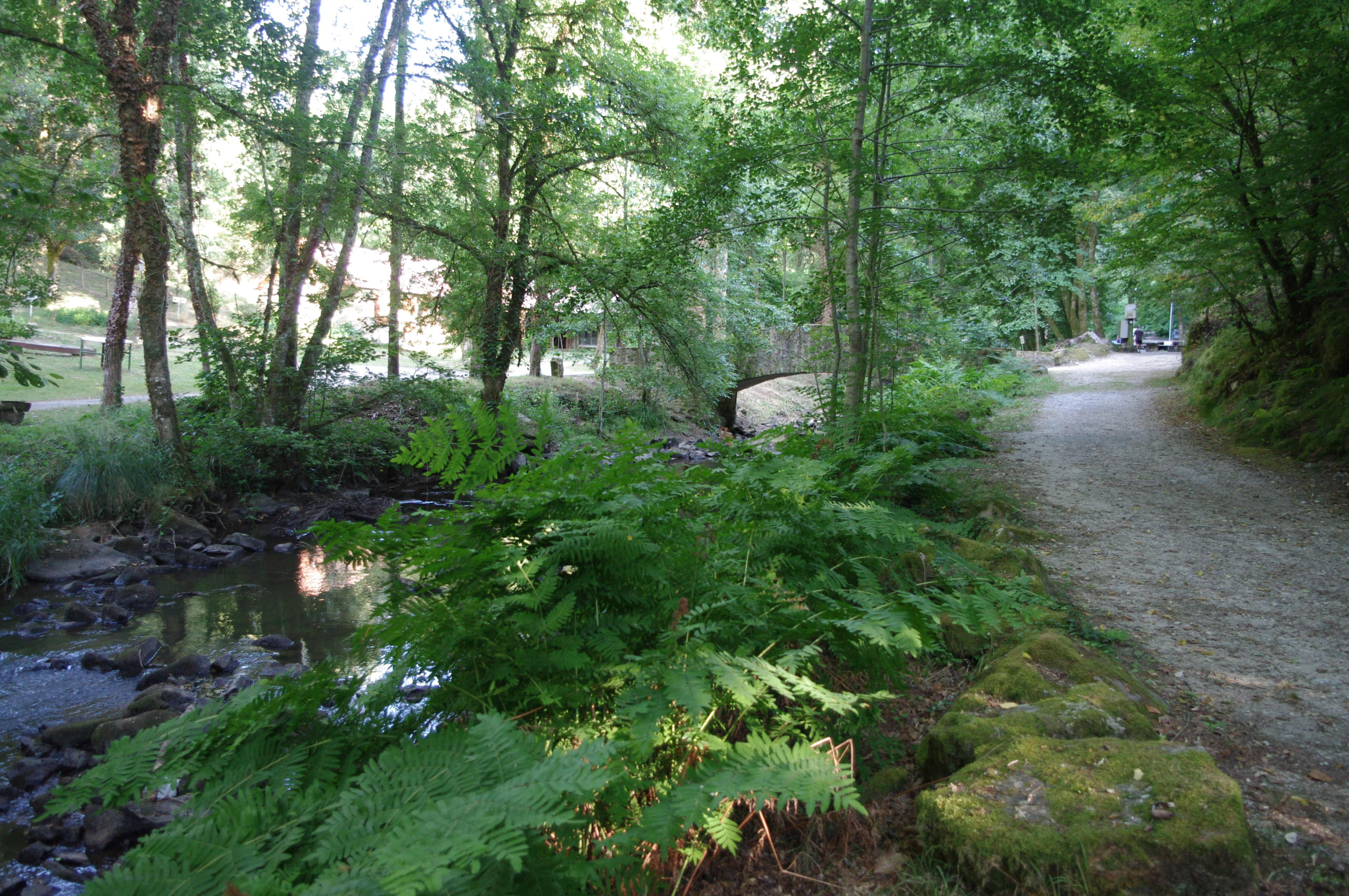
Heiligtum Sanctuaire Notre-Dame de la Paix
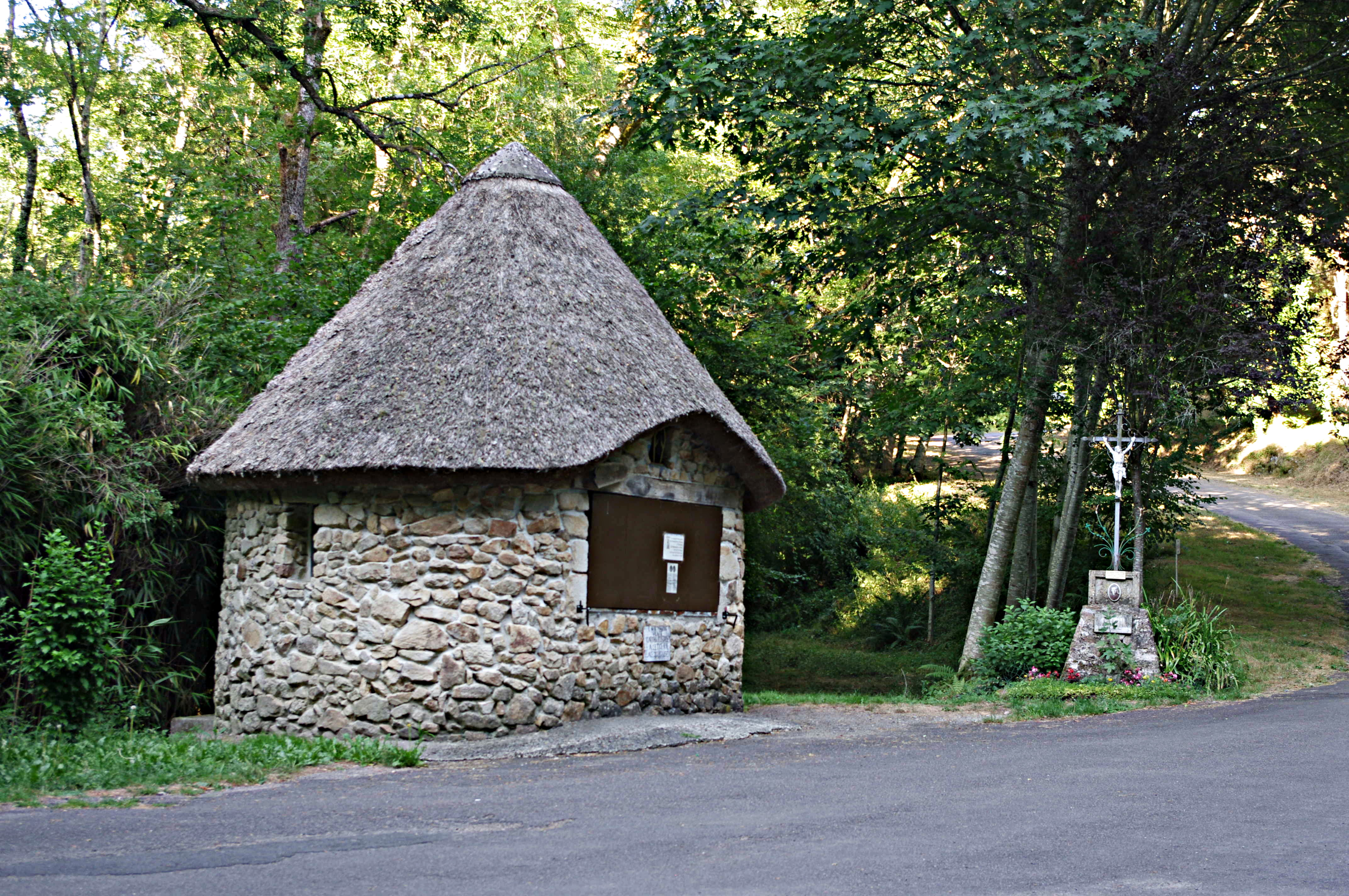
Kapelle Notre-Dame-de-la-Paix